# Elevador de Santa Justa
L'elevador de Santa Justa (in italiano: ascensore di Santa Giusta), anche conosciuto come Elevador do Carmo, si trova nella città di Lisbona, in Portogallo. È uno dei monumenti della Baixa, il centro storico lisboneta. 
La biglietteria si trova dietro la torre, nella discesa della rua do Carmo. I passeggeri possono salire e scendere con l'ascensore, dentro a due eleganti cabine di legno con particolari di ottone.

## Storia

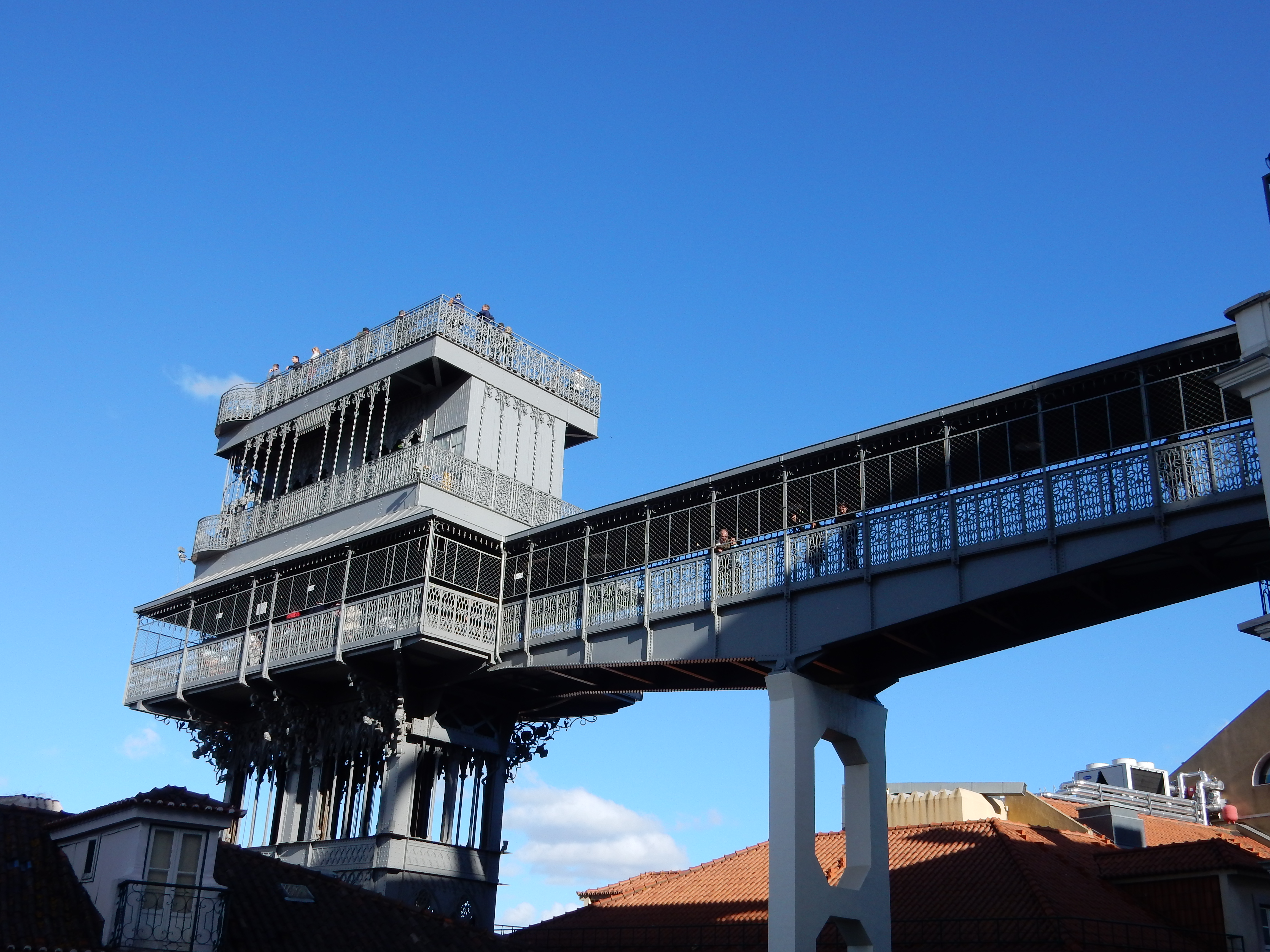
L'Elevador e ponte di accesso

Questa struttura neogotica fu costruita nel passaggio al XX secolo dall'ingegnere Raoul Mesnier de Ponsard, che, sempre in Lisbona, fu responsabile dell'edificazione dell'Elevador do Lavra. Non è provato alcun legame tra questo ingegnere e l'architetto francese Gustave Eiffel. Quello che è noto è che l'ingegnere Raoul Mesnier e l'architetto francese Louis Reynaud applicarono in questi ascensori alcune delle tecniche e materiali che furono già utilizzate in Francia. 
Le opere di costruzione dell'Elevador de Santa Justa ebbero inizio nel 1898 e la sua inaugurazione fu nel settembre del 1901 ed ebbe in quel periodo il nome di Ascensor Ouro-Carmo. Nei primi due anni della sua attività era mosso da un motore a vapore, e passò più tardi ad essere azionato con energia elettrica. La differenza di livello tra il piano inferiore della biglietteria (Rua de Santa Justa, nella Baixa) e quello superiore (largo do Carmo) è di trenta metri.
Per l'epoca (fine XIX secolo) fu considerata un'opera azzardata, rispetto al dislivello coperto, ai materiali utilizzati e al viadotto costruito, per rendere possibile l'accesso alla stazione superiore. 
Oggi è una delle costruzioni più visitate di Lisbona, non solo dai portoghesi, ma perlopiù dai turisti stranieri, che cercano ambienti che ricordino il passato della capitale e i suoi vecchi mezzi di trasporto.
Al livello superiore il panorama sulla città è davvero impressionante.
L'incendio che distrusse alcuni degli edifici della zona commerciale e culturale del Chiado nel 1988 non si propagò a questa struttura.

## Descrizione
È costruito in ferro e decorato con quadrifore mentre in cima alla torre, alla quale si accede per una stretta scala a chiocciola, si trova la spianata di un locale con splendida vista sopra il Rossio, la Baixa e il Castello di São Jorge, situati sulla collina opposta, ed il fiume Tago e le rovine del convento del Carmo.